# Mërgim Vojvoda
Mërgim Vojvoda (ur. 1 lutego 1995 w Llaushë) – kosowski piłkarz albańskiego pochodzenia występujący na pozycji obrońcy we włoskim klubie Torino oraz w reprezentacji Kosowa. Wychowanek JS Pierreuse, w trakcie swojej kariery grał także w takich zespołach, jak Standard Liège, Sint-Truidense, Carl Zeiss Jena oraz Royal Excel Mouscron. Młodzieżowy reprezentant Albanii.